# The Diamond Bandit
The Diamond Bandit er en amerikansk stumfilm fra 1924 af Francis Ford.

## Medvirkende
- Ashton Dearholt som Pinto Pete
- Arthur George som Cantos
- Florence Gilbert
- Frank Baker som Jaspaz Lorenzo
- Robert F. McGowan
- Harry Dunkinson som Friar Michael
- Francis Ford som Friar Aloysius